# Hermann Villiger
Hermann Villiger (* 3. Oktober 1921 in Zürich; † 21. Januar 2009 in Bern) war ein Schweizer Germanist. Er veröffentlichte mehrere Einführungen über Literatur und die deutsche Sprache.

## Leben
Hermann Villiger besuchte die Kantonsschule in Trogen im Kanton Appenzell Ausserrhoden und studierte an der Universität Zürich Germanistik. Er schloss sein Studium 1949 mit der Dissertation Die Welt Jean Pauls, dargestellt an der Sprache des «Hesperus» ab. Von 1946 bis 1985 war er Lehrer am Städtischen Gymnasium Kirchenfeld in Bern. Er war von 1969 bis 1994 Präsident des Schweizerischen Vereins für die deutsche Sprache.

## Werke
- Schreibe richtig – schreibe gut. 1949. 8. Auflage: Huber Verlag, Frauenfeld 1971.
- Bedrohte Muttersprache. Huber Verlag, Frauenfeld 1966 (= Schriften des deutschschweizerischen Sprachvereins. Heft 2).
- Kleine Poetik. Eine Einführung in die Formenwelt der Dichtung. Huber Verlag, Frauenfeld 1964, ISBN 3-7193-0425-6.
- Gutes Deutsch. Grammatik und Stilistik der deutschen Gegenwartssprache. Huber Verlag, Frauenfeld 1970.
- Deutsche Literatur. Von den Anfängen bis zur Gegenwart. Huber Verlag, Frauenfeld 1973, ISBN 3-7193-0450-7.
- Ist das wirklich falsch? Versuch einer Fehlerklassifikation. Huber Verlag, Frauenfeld 1977 (= Schriften des Deutschschweizerischen Sprachvereins. Heft 9).